# Сарыг-Сепский сумон
Сарыг-Сепский сумон — административно-территориальная единица (сумон) и муниципальное образование со статусом сельского поселения в Каа-Хемском кожууне Тывы Российской Федерации.
Административный центр — село Сарыг-Сеп.

## Население
| 2017 | 2018  |
| ---- | ----- |
| 4157 | ↘4139 |

## Состав сумона
| № | Населённый пункт | Тип населённого пункта       | Население |
| - | ---------------- | ---------------------------- | --------- |
| 1 | Мерген           | село                         |           |
| 2 | Сарыг-Сеп        | село, административный центр | ↘4174     |